# Условно-бесплатное программное обеспечение
Усло́вно-беспла́тное програ́ммное обеспе́чение (англ. shareware, [ˈʃɛə(ɹ)wɛ(ɹ)], от англ. share — делиться) — программное обеспечение с безвозмездным (или возмездным при определённых условиях) использованием.
Свободное распространение не подразумевает его принадлежности к свободному программному обеспечению, равно как возмездность этого не исключает.
Исторически, под термином shareware обозначались программы, свободно распространявшиеся третьими лицами (например, через BBS или FidoNet, в сборниках программ на компакт-дисках) и содержавшие в себе просьбу заплатить деньги автору программы.
Однако с течением времени под shareware всё чаще стали понимать не свободное распространение, а приёмы, используемые авторами shareware-программ с целью побудить пользователя заплатить за бесплатно полученную им (но не бесплатную) программу. При этом пользователю предлагается «пробная» версия коммерческого продукта (англ. trial) ограниченная по возможностям, сроку действия или, в особенно редких случаях, с юридическим запретом на использование в целях, отличных от ознакомительных.
Среди shareware-программ выделяют следующие варианты распространения:
- freemium — программа, в которой за оплату добавляется какая-либо дополнительная функциональность; freemium-игры называются free-to-play;
- nagware — программы, которые полностью функциональны в течение лишь какого-то ограниченного срока после установки, после чего они либо вообще перестают работать, либо постоянно выдают навязчивые уведомления о необходимости покупки платной лицензии;
- adware — пользователю предоставляется полностью функциональная программа, но при её использовании пользователь вынужден смотреть рекламу; как правило, рекламу можно отключить, если купить платную версию программы;
- donationware — пользователю предоставляется полностью функциональная программа, но предлагается добровольно по возможности поддержать автора;

Статья на сайте проекта GNU описывает shareware, как проприетарное программное обеспечение. Это не мешает некоторым программам с ограничивающей функцией распространяться под GNU GPL вместе с исходным кодом, но мнения об их свободности расходятся.
Основной способ распространения shareware-программ — это каталоги программного обеспечения или реклама в поисковых системах.